# Cuisine cévenole et gardoise

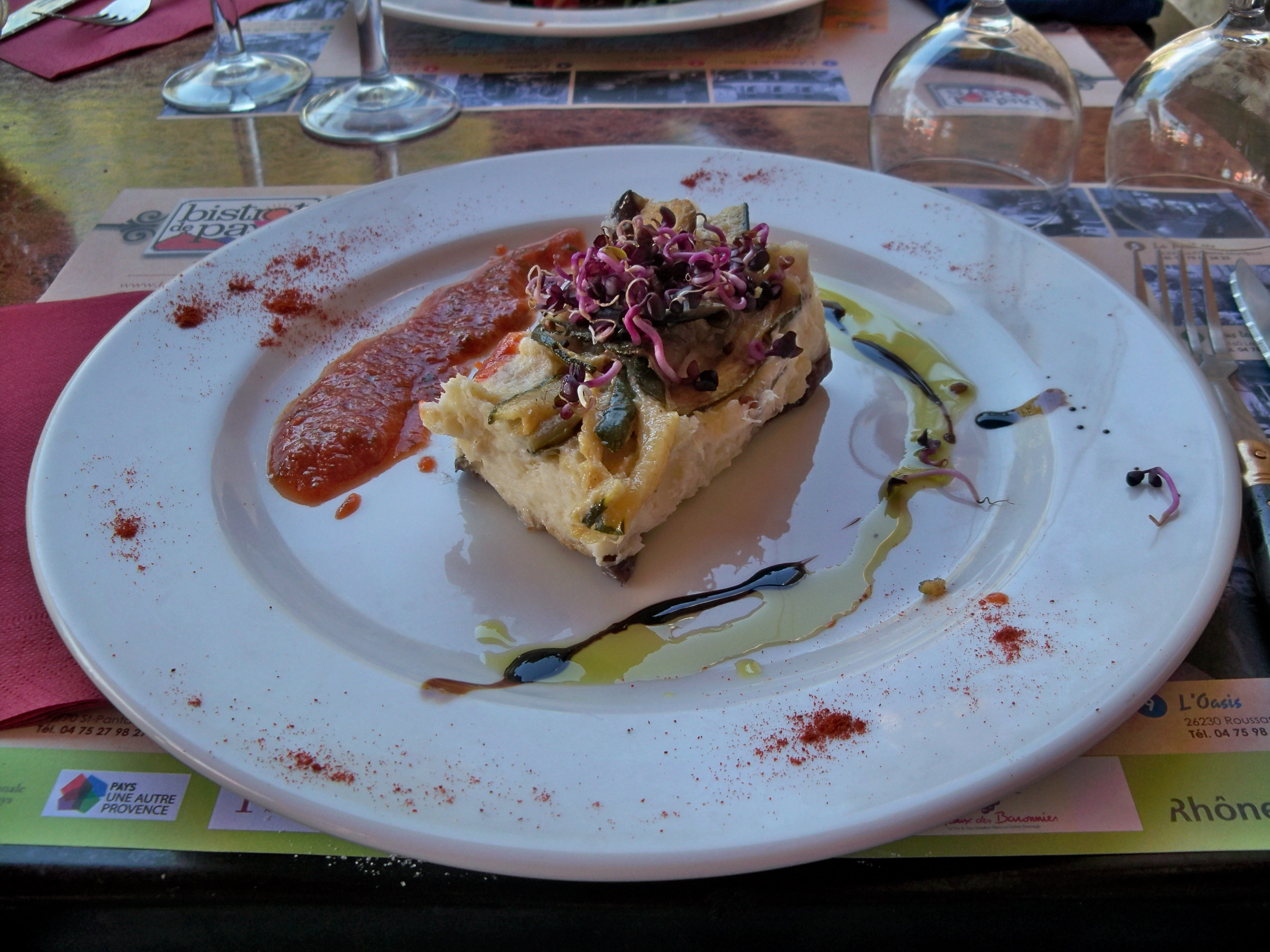
Lasagne de brandade de morue.

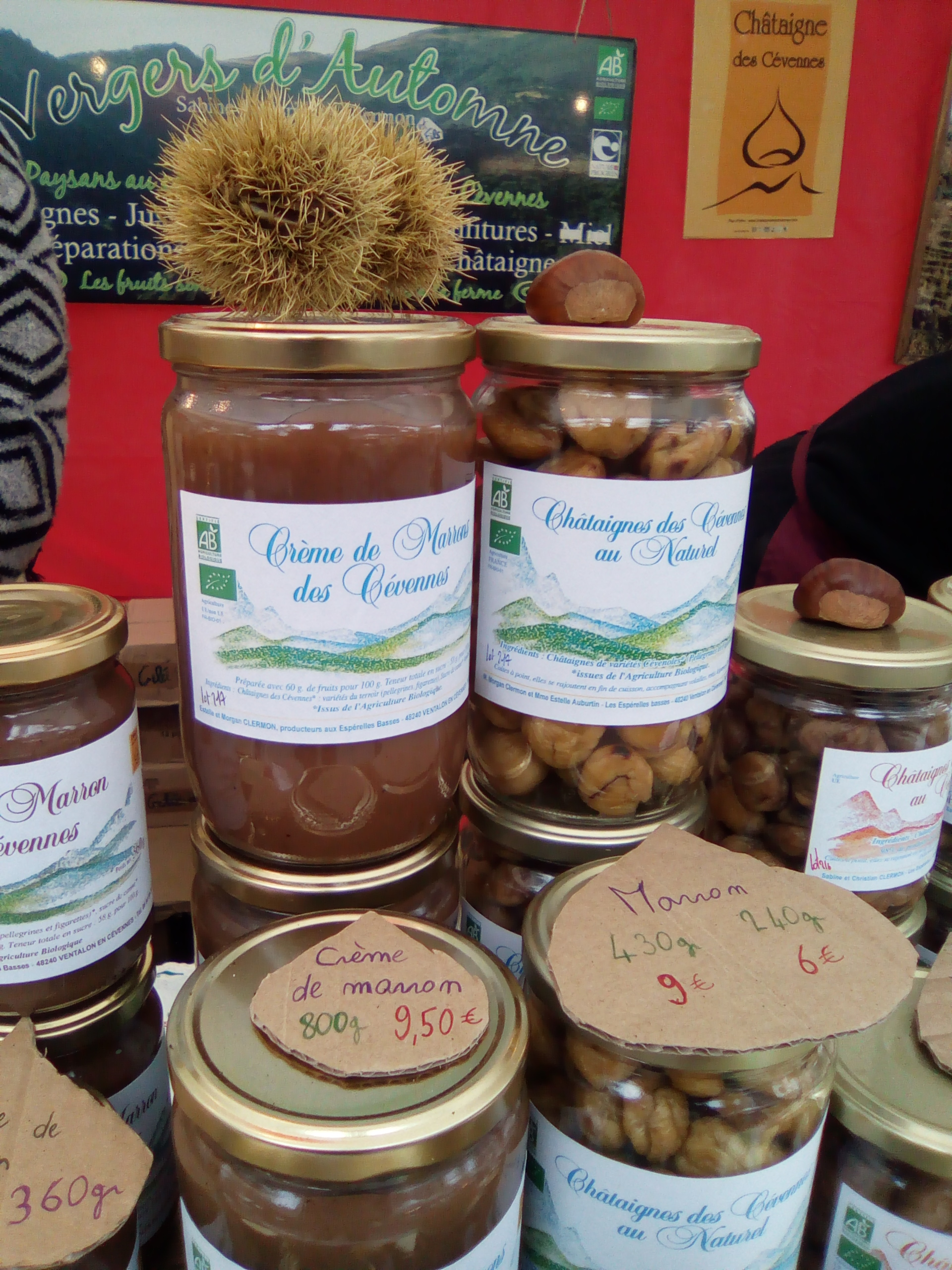
Crème de marrons produite à Ventalon en Cévennes.

La cuisine cévenole et gardoise offre une très grande variété de mets issus de terroirs très différenciés.
La zone des Cévennes propose une grande diversité de champignons, de châtaignes, de baies, de miel, d'agneau, de gibier, de saucisses, de pâtés et de fromages de chèvre. Celle des Costières est partie prenante de la cuisine provençale, et la zone maritime est sous influence camargaise. La plaine, grâce à l'irrigation, produit une grande variété de légumes (asperges, aubergines, blettes, courgettes, haricots verts, poivrons) et de fruits (pêches, cerises, poires, abricots, melons).

## Pain

### Pain de Beaucaire
Le pain de Beaucaire est un pain spécial, fabriqué par les fourniers (ancêtres des boulangers) de Beaucaire, qui fut, dès le Moyen Âge, le siège d'une sénéchaussée, et jusqu'au début du XIXe siècle, l'une des plus grandes foires d'Europe. Ce pain fendu en son milieu, dans le sens de la largeur, est particulièrement apprécié en Languedoc et en Provence. Fabriqué depuis le XVe siècle, il se caractérise par une mie très alvéolée. Il mêle deux types de farine, la Florence Aurore et le Meunier d'Apt.

### Fougasse aux grattons d'oie
La fougasse aux grattons d'oie des Cévennes.

## Entrée

### Petit pâté de Nîmes
Le petit pâté de Nîmes est une spécialité culinaire de la ville de Nîmes, dont l'inventeur fut Delcasso-Vernet, un boulanger-pâtissier, à la fin des années 1800. Ce pâté est constitué d'une farce à base de veau et de porc, contenue dans une pâte brisée. Cependant, certaines recettes remplacent la farce par de la brandade de morue, une autre spécialité nîmoise. Ce pâté se consomme chaud ou tiède, accompagné d'une salade, et on peut le trouver aux halles de Nîmes, ainsi que dans les charcuteries et pâtisseries de la ville.

### Saucisson
Les spécificités géographiques de la région cévenole en font un terroir d'exception pour la production de charcuterie sèche. 

### Soupe et potage

#### Bajana
Le bajana est une soupe traditionnelle des Cévennes, confectionnée à base de châtaignes. Après le séchage de celles-ci, on a obtenu des châtaignons blancs : ce sont eux qui sont mis à cuire au bouillon, traditionnellement dans la cheminée. Au moment de servir, on peut ajouter un nuage de lait. On peut aussi cuire les châtaignons avec des légumes et les mixer, ou pas. Autrefois, cette soupe étant la base de la nourriture l'hiver, elle était consommée avec des légumes en début d'hiver, mais en mars, avant l'arrivée des premiers légumes du jardin, elle était nature.

## Viande

### Agriade saint-gilloise
L'agriade saint-gilloise, mets typique de la région de Saint-Gilles et du bas Rhône, n'est pas une grillade revenue à la cocotte. Elle est quelquefois déformée en « aigriade », ou « aigrillade saint-gilloise », le plus souvent en « les grillades saint-gilloises ». C'est un mets traditionnel que les bateliers du Rhône et autres paysans camarguais prenaient comme repas sur leur lieu de travail. Il est préparé à base de paleron et d'oignons, longtemps mitonné, et ce bœuf à la gardianne a l'avantage, comme toute daube, d'être encore meilleur réchauffé. 
Il se compose de paleron coupé en tranche, d'oignons, huile d'olive, câpres, cornichons, anchois, ail et persil. La viande doit d'abord mariner pendant 24 h dans du vin blanc sec et se cuire le lendemain, à feu très doux, pendant 4 à 5 heures. On place sur un fond d'huile d'olive, et par couches, oignons, viande recouverte d'ail, anchois, persil, cornichons et câpres, ainsi de suite. Le tout est recouvert du vin de la marinade. Ce mets s'accompagne de riz de Camargue ou, à défaut, de pommes de terre.

### Gardianne
La gardiano est une spécialité de la Camargue. C'est un ragoût d'épaule de mouton, aromatisé au thym et à la sauge, qui est longuement mijoté avec des pommes de terre dans l'huile d'olive. À la place de l'agneau, la viande de taureau est de plus en plus utilisée.

### Porc à la cévenole
Le porc à la cévenole est un mets issu de la tradition culinaire paysanne des Cévennes. Il est cuisiné soit en sauté, en ragoût ou en daube. Sa préparation utilise des produits locaux (cochon, oignons doux, châtaignes, champignons), ou facilement proposés sur les marchés cévenols (huile d'olive, herbes de Provence).

### Taureau de Camargue

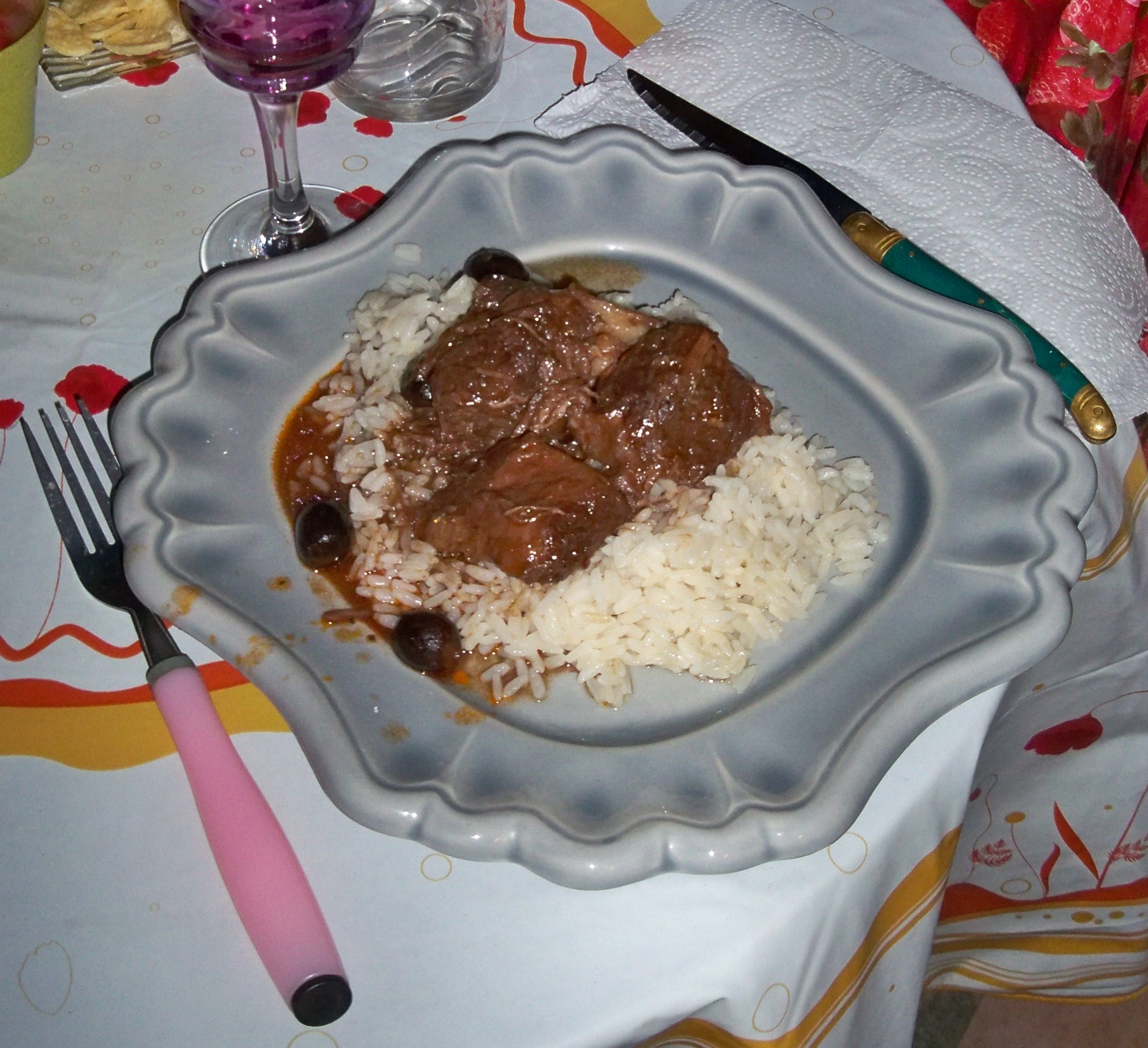
Gardiane de taureau

Le taureau de Camargue, ou raço de biou, est une AOC bouchère française. Les vaches de réforme, les génisses et les taurillons non retenus pour les courses camarguaises sont vendus pour la boucherie. Leur viande bénéficie d'une AOC depuis le décret du 8 décembre 1996. L'élevage se fait en liberté, avec une charge inférieure à une UGB (unité gros bovin) pour 1,5 hectare. Les animaux se nourrissent seuls dans la partie humide (inondable) du delta du Rhône, entre avril et novembre. En hiver, ils sont déplacés dans une zone périphérique non inondable. Un complément composé de fourrage et de céréales issus de l'aire d'appellation peut être donné si nécessaire.
L'abattage et la découpe doivent se faire dans la zone de production. La découpe pour la vente au détail peut se faire hors aire. Les génisses de moins de trente mois doivent avoir un poids de carcasse supérieur à 85 kilos. Pour les animaux plus âgés, la carcasse doit peser au moins 100 kilos. Les carcasses sont identifiées par un tampon. La viande se caractérise par un taux faible de graisse et une couleur rouge soutenue. Elle est savoureuse et parfumée. Elle présente des caractéristiques voisines du gibier. Tous les animaux ayant participé à des jeux taurins sont exclus.

## Poisson

### Brandade de morue

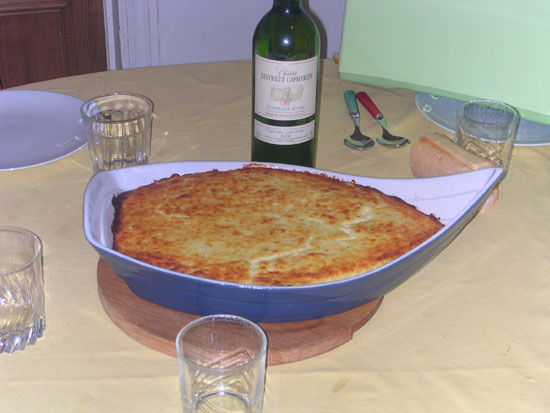
Brandade de morue

La brandade de morue est un mets à base de poisson, spécialité de toute l'Occitanie orientale. La brandade est une émulsion à base de cabillaud et d'huile d'olive. Durant la préparation, la morue et l'huile d'olive doivent être émulsionnées comme une mayonnaise, dans un mortier avec un pilon. Le mot brandar, en occitan et catalan, signifie justement « cogner », comme le fait le cuisinier avec le pilon du mortier.
Il peut y avoir du jus de citron, de l'ail, du persil, ou d'autres herbes ou épices (thym, laurier). La tradition veut qu'elle soit originaire de Nîmes et on l'appelle donc parfois « brandade de Nîmes ». Un cuisinier de l'archevêque d'Alès, Monsieur Durand, né dans cette même ville en 1766, eut l'idée de la recette de la brandade de morue, en mariant ce poisson salé aux ingrédients régulièrement utilisés dans la cuisine méditerranéenne. La brandade de morue a été confectionnée pour la première fois à Alès.

## Céréale

### Riz de Camargue

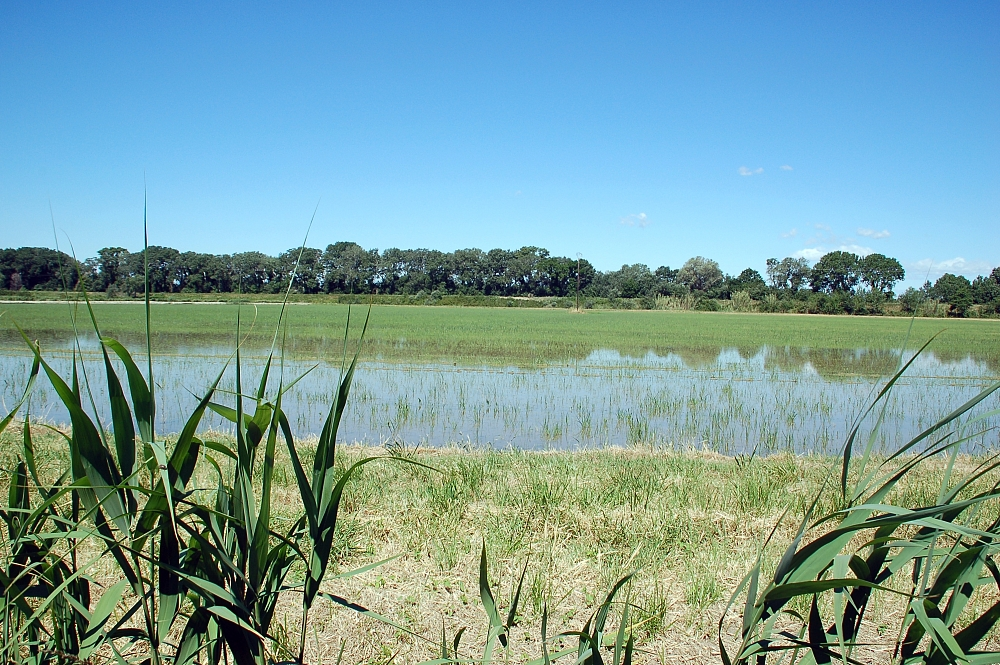
Rizière à Aigues-Mortes

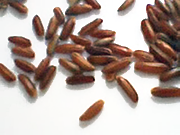
Riz de Camargue avec son péricarde rouge

Dès le XIIIe siècle, les rizières s'installent en Camargue. Henri IV y développa la culture du riz dès la fin du XVIe siècle, ainsi que celle de la canne à sucre et de la garance. L'endiguement du Rhône permit l'apport massif d'eau douce à la fin du XIXe siècle et donna un nouvel essor à cette culture. Dans les années 1940, lors de la Seconde Guerre mondiale, le riz camarguais devint un élément essentiel de la nourriture, le trafic maritime avec les colonies étant coupé.
Puis le plan Marshall finança d'importantes infrastructures hydrauliques, qui permirent une riziculture intensive. L'eau est pompée dans le Rhône puis envoyée dans de grands canaux, vers quelques propriétés qui partagent les frais d'entretien. Elle est ensuite distribuée par d'innombrables petits canaux — les porteaux — aux rizières. Le riz rouge de Camargue est un riz complet dont le péricarde est teinté par mutation naturelle d'un rouge foncé. Cultivé de façon biologique, sa récolte se fait à pleine maturité pour que son goût subtil et sa texture particulière soient totalement préservés. Il est de plus séché naturellement sous les effets conjugués du soleil et du mistral. Le riz de Camargue, qui est essentiellement un riz long, bénéficie d'une indication géographique protégée par l'INAO.

## Légume

### Oignon doux des Cévennes

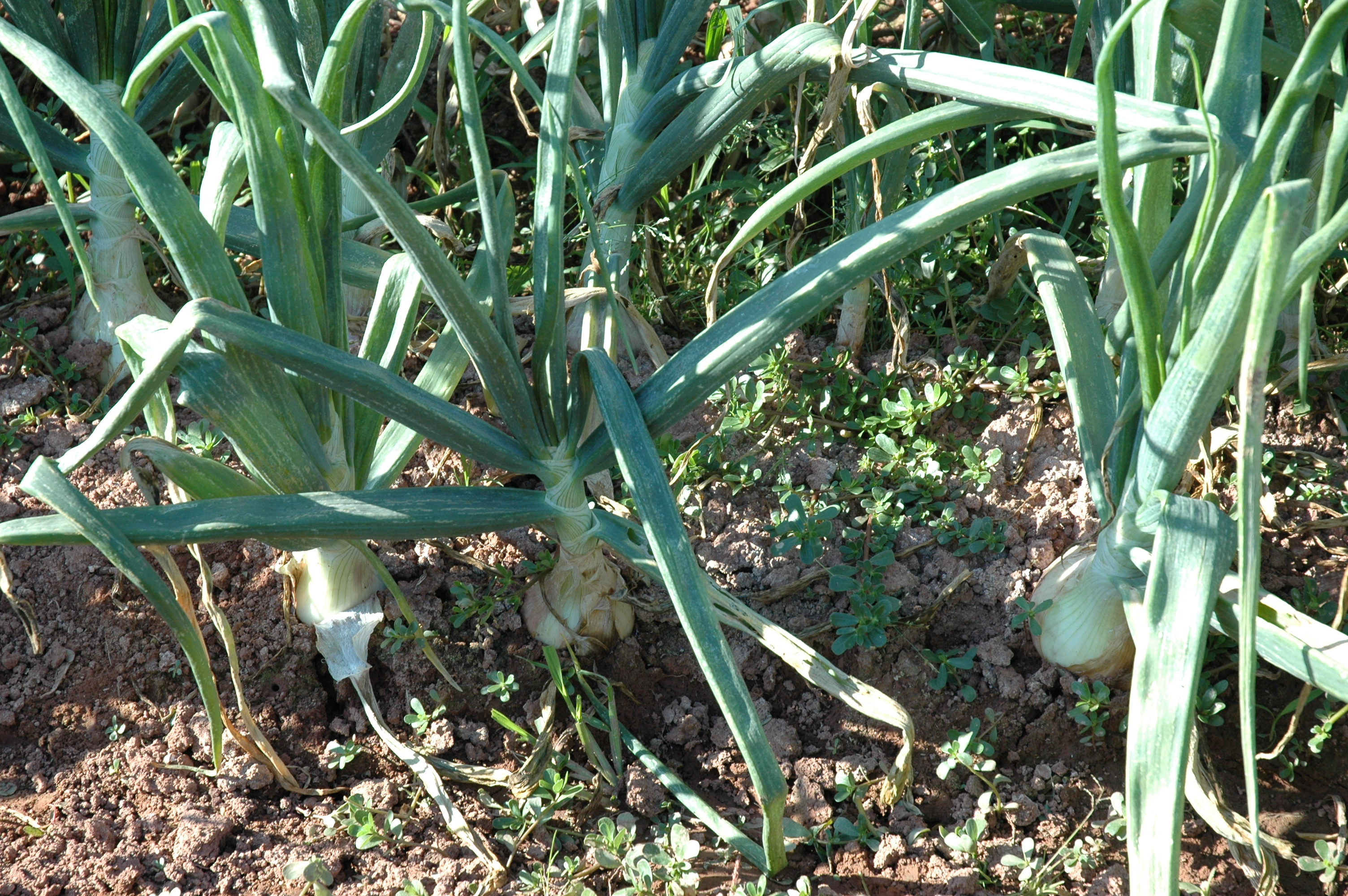
Culture d'oignon.

L'oignon doux des Cévennes est un oignon cultivé dans une zone limitée des Cévennes. La mise en culture de la région a débuté au Moyen Âge par la construction de terrasses de culture par des moines. La culture de l'oignon doux de Saint-André, nom de la variété, est ancienne sur ces terres, puisque attestée au XIXe siècle sur les marchés de Nîmes et Montpellier. Cette production bénéficie d'une appellation d'origine contrôlée depuis 2003 et d'une appellation d'origine protégée depuis 2008.

### Truffes noires
Les truffes noires d'Uzès représentent une production importante que les amateurs peuvent découvrir chaque année en saison (fin novembre à début mars) et plus spécifiquement lors du week-end annuel de la truffe à Uzès.

## Fruit

### Fraise de Nîmes

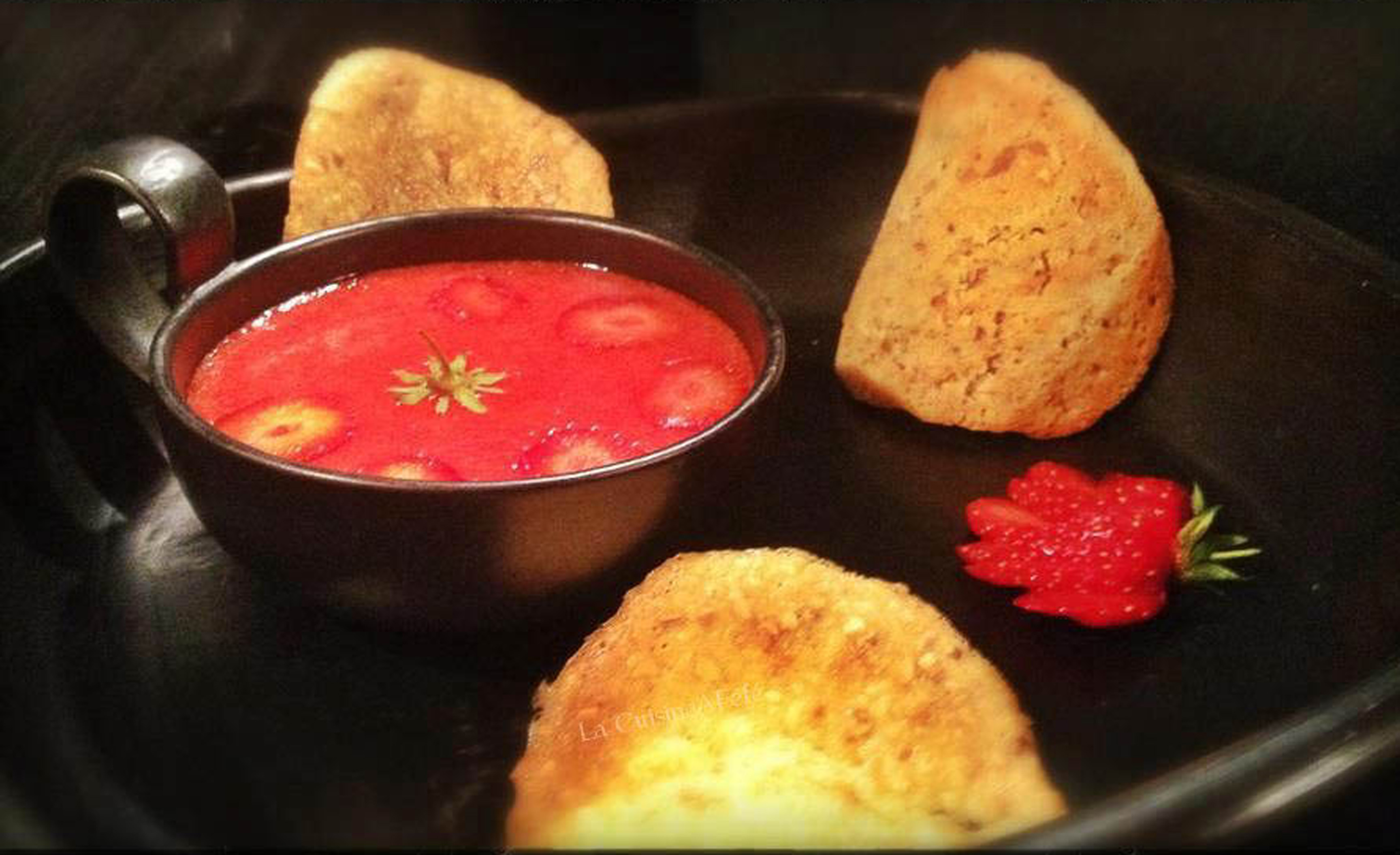
Soupe de fraises gariguettes de Nîmes

La Fraise de Nîmes est une appellation de Fraise française. Elle bénéficie d'une appellation protégée par indication géographique protégée (IGP). En 1964, la production est de 5 000 quintaux provenant d'une soixantaine d'hectares. Aujourd'hui, l'aire IGP concentre plus de 50 % de l'ensemble des surfaces cultivées en fraise dans le Gard. L'INAO a approuvé le plan de contrôle relatif à l'indication géographique protégée Fraise de Nîmes, en date du 16 février 2010. L'arrêté d'homologation a été publié le 15 juin 2012.

### Pomme reinette du Vigan

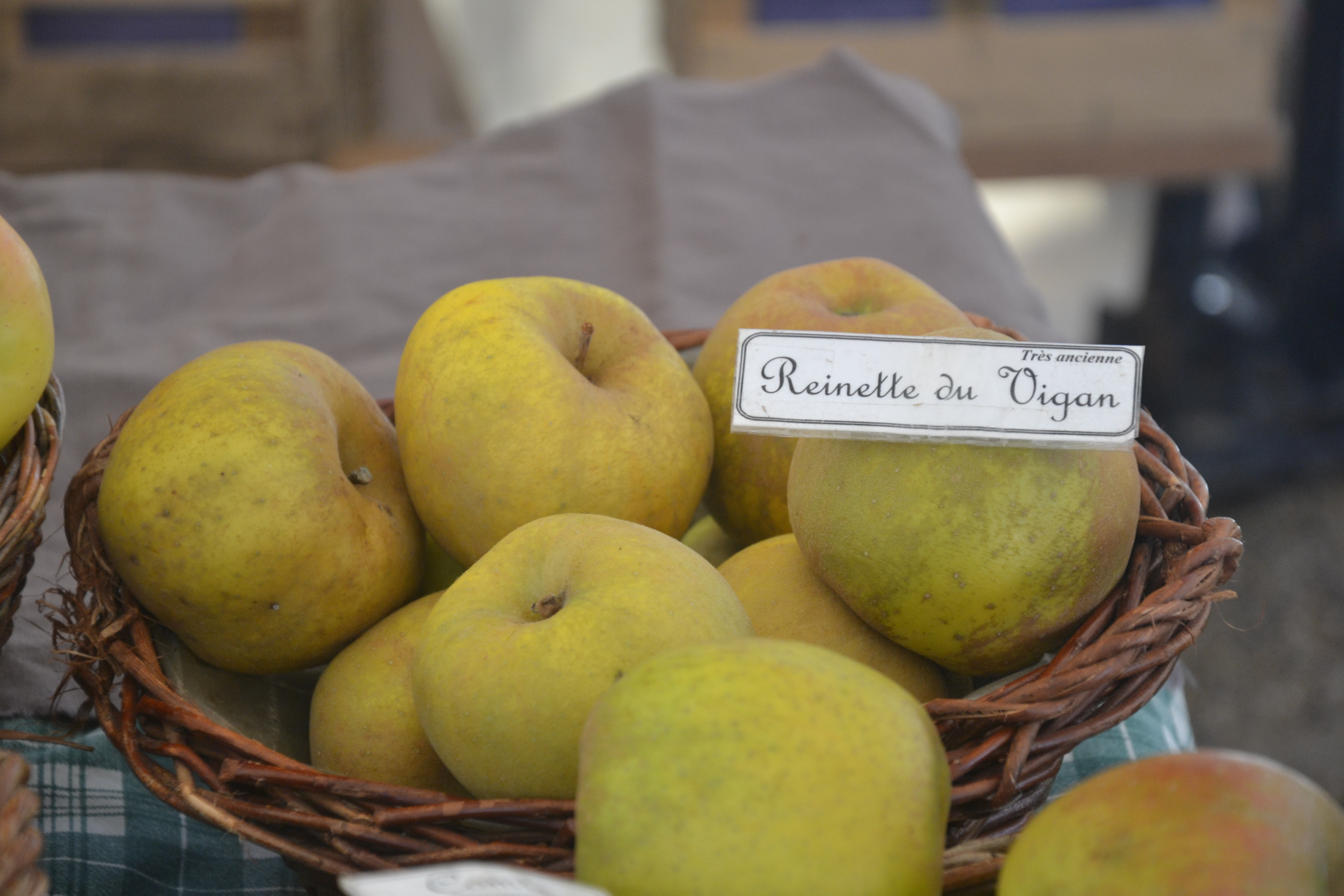
Pomme variété reinette du Vigan

La pomme reinette du Vigan.

### Châtaigne des Cévennes
La castanéiculture dans le Massif des Cévennes est ancienne. Celle-ci s'étend de la Lozère jusqu'aux limites administratives du Tarn, en passant par le Gard et l'Hérault. Sa culture, implantée depuis plusieurs siècles sur ce territoire, a permis l'élaboration de différents procédés permettant la consommation de la châtaigne des Cévennes sous diverses formes.
Nommé l'arbre à pain, le châtaignier a nourri de nombreuses générations de Cévenols. La châtaigne était séchée dans une clède au-dessus d'un feu sans flamme, à la fumée. Ainsi traitée, elle permettait de se conserver tout l'hiver et le printemps, assurant la soudure jusqu'aux récoltes légumières de l'année suivante. Le fruit séché porte le nom de châtaignon ; il est à la base du badjana, la soupe locale. Ce mode de conservation est peu à peu tombé en désuétude avec l'introduction de la pomme de terre et la généralisation du pain.
Actuellement, la culture est plus tournée vers les produits sucrés : confiture de châtaigne, crème de marrons ou marron glacé. Aux variétés traditionnelles anciennes, savoureuses mais de petit calibre que sont la figarette, la pellegrine ou le marron dauphine, les nouveaux vergers implantés cultivent plutôt des marrons précoces et de gros calibre, comme la bouche de Bétizac ou la précoce Migoule.

## Fromage

### Pélardon

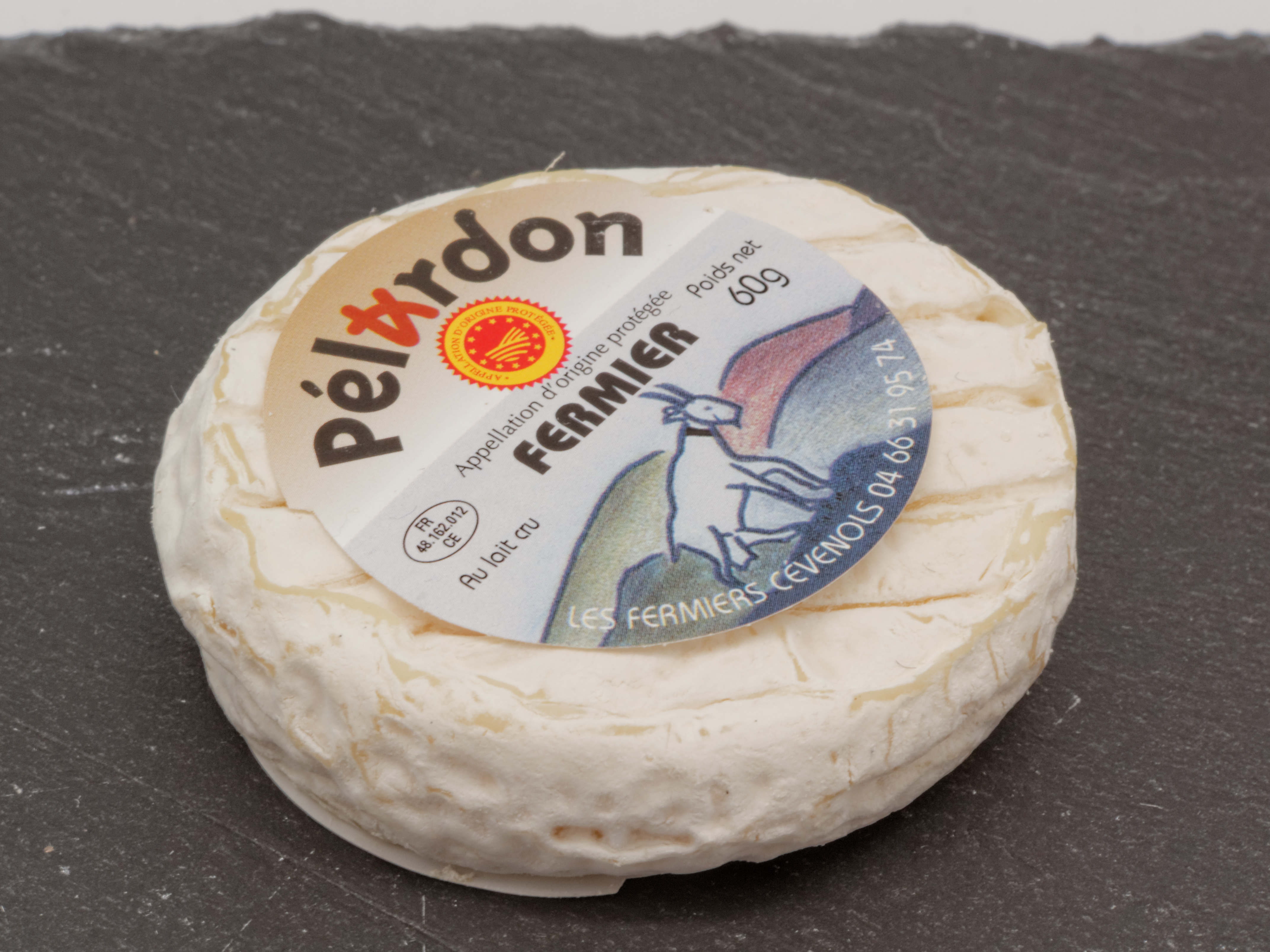
Pélardon

Le pélardon, autrefois appelé paraldon, pélardou, ou encore péraudou, est un fromage français de la région Languedoc-Roussillon. Il bénéficie d'une AOC depuis août 2000. C'est un petit fromage à base de lait de chèvre, à pâte molle à croûte naturelle, d'un poids moyen de 60 grammes. Dans le département, les principales communes productrices sont : Aimargues, Anduze, Barjac, Bessèges, Euzet, Génolhac, La Grand-Combe, Lasalle, Méjannes-le-Clap, Nîmes, Quissac, Saint-Hippolyte-du-Fort, Saint-Jean-du-Gard, Sauve, Uzès, Valleraugue, Vers-Pont-du-Gard, Le Vigan, Villeneuve-lès-Avignon, Vissec. En 2004, la production de pélardons s'élevait à 220 tonnes et, en 2005, à 217 tonnes.

### Rebarbe
La rebarbe, de l’occitan rebarba (rebarbo), est une sorte de fromage fermenté, à base de lait de brebis, produit dans le Gévaudan, les départements de l’Ardèche, l’Aveyron, le Gard, l’Hérault et la Lozère, et réservé à l’usage familial.

### Rogeret des Cévennes
Le rogeret des Cévennes est un fromage français originaire du département de l'Ardèche, dans le Vivarais et les Cévennes (Languedoc), mais il est aussi produit dans le Lyonnais. Il ressemble pour beaucoup au pélardon. C'est un fromage à base de lait de chèvre, à pâte molle à croûte naturelle. Il est en forme de petit palet rond de 2 cm d'épaisseur et 6 à 7 de diamètre et est affiné pendant 3 semaines environ en cave humide. La croûte de ce fromage va alors prendre une teinte rougeâtre et bleutée, cette couleur est due aux ferments oïdiens utilisés. Sa saveur fruitée et noisetée, liée à une forte odeur caprine, s'accorde avec un vin rouge fruité, tel que le Beaujolais. La meilleure saison pour le consommer va de l'été à l'automne. Le lait est meilleur au moment de la transhumance.

## Pâtisserie

### Les croquignoles d'Uzès
̈̽Les croquignoles d'Uzès sont une pâtisserie sous forme de biscuit contenant une amande ou une noisette, qui en Uzégeois font partie des 13 desserts de Noël. Connues à partir du milieu du XVIIIe siècle sous le nom de pralines chinoises, elles sont commercialisées à partir de 1909 en tant que croquignole.

### Le pain-coing

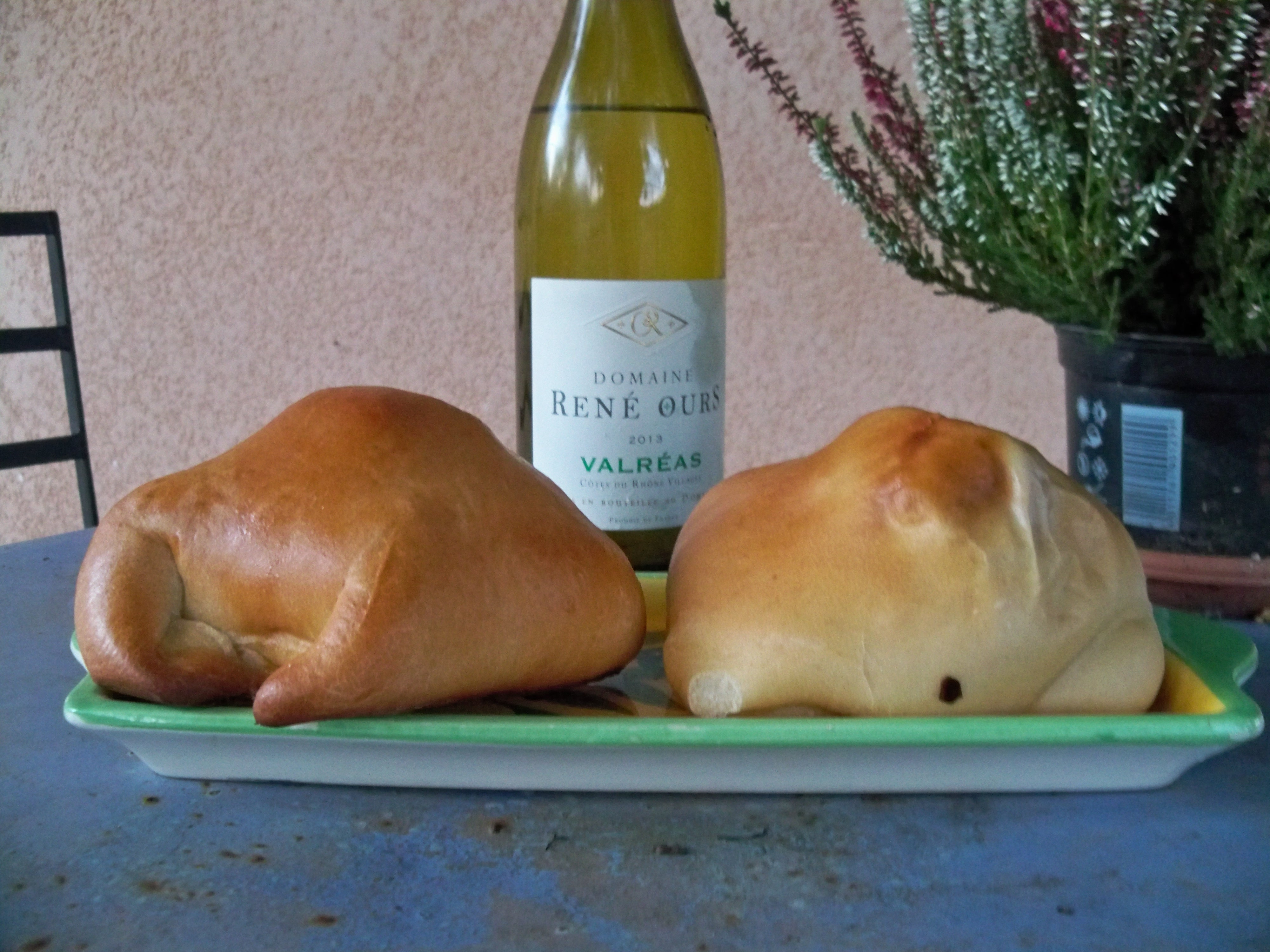
Pain-coing

Le pain-coing est une pâtisserie provençale, qui est élaborée à base de pâte à pain et de coing. Ce mets automnal est fabriqué aussi bien en boulangerie qu'en pâtisserie, ou familialement. Il se trouve principalement dans le Vaucluse, les Bouches-du-Rhône, la partie rhodanienne de la Drôme, de l'Ardèche et du Gard, en Drôme provençale et dans la partie méridionale des Alpes-de-Haute-Provence.
Le fruit qu'il utilise est le coing de Provence qui « se distingue des autres coings par sa taille plus petite, sa forme plus régulière, son parfum agréable et persistant, sa couleur jaune vif à maturité avec, occasionnellement, des traces un peu verdâtres sur le côté resté à l’ombre ». Dénommé pan coudoun en Provence, c'était « un régal réservé aux pauvres qui attendaient la fin de la cuisson du pain au four banal pour amener leurs sucreries ». Puis il devint le régal des petits écoliers, sa consommation commençant à la rentrée des classes et se faisant à l'heure du goûter. Les enfants surnommaient leur pain-coing, le « pingouin ».

### La fougasse d’Aigues-Mortes

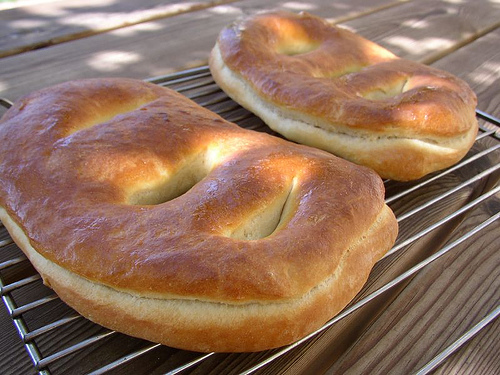
Fougasse d’Aigues-Mortes

La fougasse appartient aux premières pâtisseries à pâte levée. Elle peut être sucrée (dénommée parfois « tarte au sucre »), ou salée (avec ou sans gratillons). Traditionnellement, la confection de la fougasse au sucre, à Aigues-Mortes, était réservée à la période de Noël, puisqu'elle faisait partie des treize desserts. À base de pâte à brioche, sucre, beurre et fleur d'oranger, elle était fabriquée par le boulanger avec les ingrédients apportés par le client. À présent, la fougasse d'Aigues-Mortes se vend toute l'année.

### Réglisse et bonbon

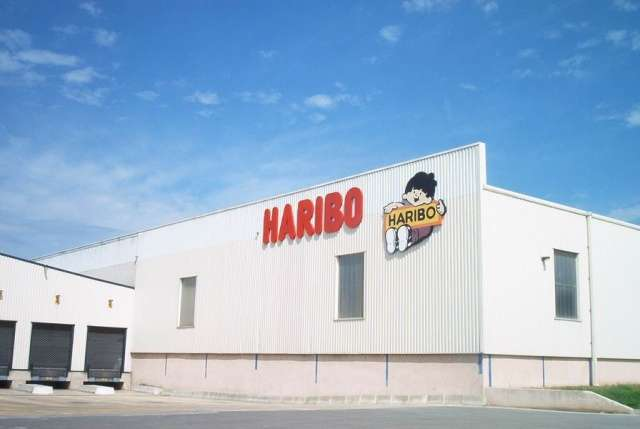
L'usine du bonbon à Uzès

Sur la route qui relie Nîmes à Alès, dans le lieu-dit La Réglisserie (commune de Moussac), l'entreprise Zan avait fusionné avec Ricqlès en 1970, avant d'être reprise par Haribo, en 1987, sur un autre site à Uzès. Sa fermeture avait créé du chômage dans le bassin d'Alès.

## Ingrédients

### Olives de Nîmes

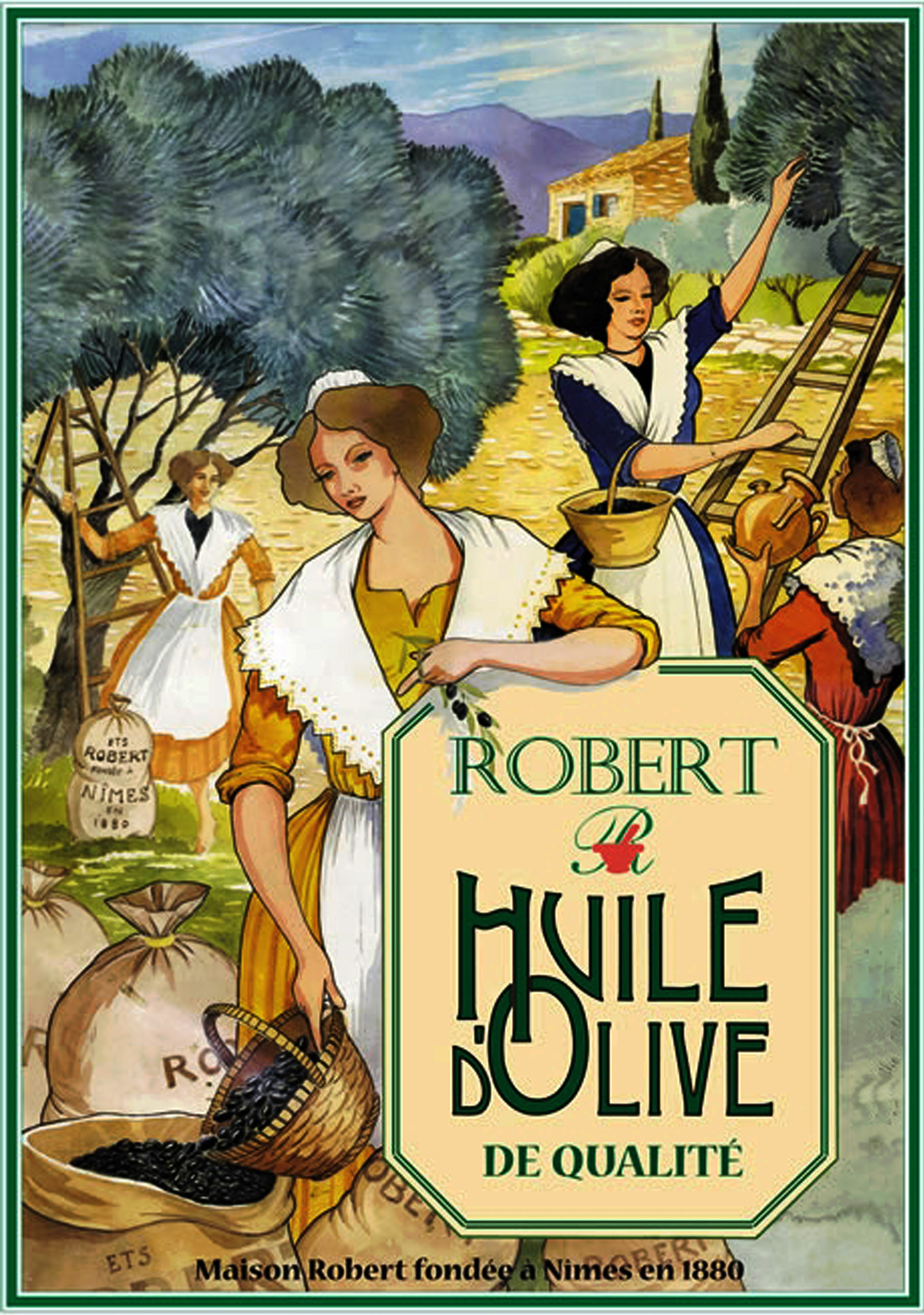
Publicité des années 1930 de la Maison Robert à Nîmes

Les olives de Nîmes sont protégées par une appellation d'origine contrôlée (AOC), depuis un décret pris par l'INAO, le 2 mai 1995, et reconnues par l'Europe comme une appellation d'origine protégée. La zone de production s'étend sur deux départements, le Gard (184 communes) et l'Hérault (40 communes).

### Huile d'olive de Nîmes
L'huile d'olive de Nîmes est protégée par une appellation d'origine contrôlée (AOC) depuis un décret pris par l'INAO, le 17 novembre 2007. Elle est produite dans les environs de Nîmes, le sud du Gard (184 communes), dans le nord du département de Hérault (40 communes). L'AOC huile d'olive de Nîmes est reconnue par l'Europe comme une appellation d'origine protégée.

### Sel
Les salines provençales et languedociennes sont exploitées depuis l'Antiquité, que ce soit en Camargue, à Hyères ou autour de l'étang de Berre. Au cours du Moyen Âge, l'abbaye Saint-Victor eut même des salins à Marseille, qui furent exploités jusqu'en 1518, échappant ainsi à la gabelle. 
Le sel de Camargue remontait le Rhône, celui de l'étang de Berre, la Durance et la production de Hyères partait vers Gênes et Pise, ainsi que dans l'arrière-pays par caravanes. 
Si les salins de Hyères ont cessé toute activité, les deux autres sites saliniers sont toujours en production. La Camargue, avec Salin-de-Giraud, produit 800 000 tonnes par an, dont 80 000 sont traitées à Aigues-Mortes, pour usage domestique. L'étang de Berre fournit 30 000 tonnes annuellement à l'industrie. C'était du sel de mer jusqu'en 1985. Depuis, c'est le sol des mines de Manosque qui approvisionne l'usine de traitement. L'ensemble de ces salins est exploité par la Compagnie des salins du Midi.

## Boisson

### Eaux minérales

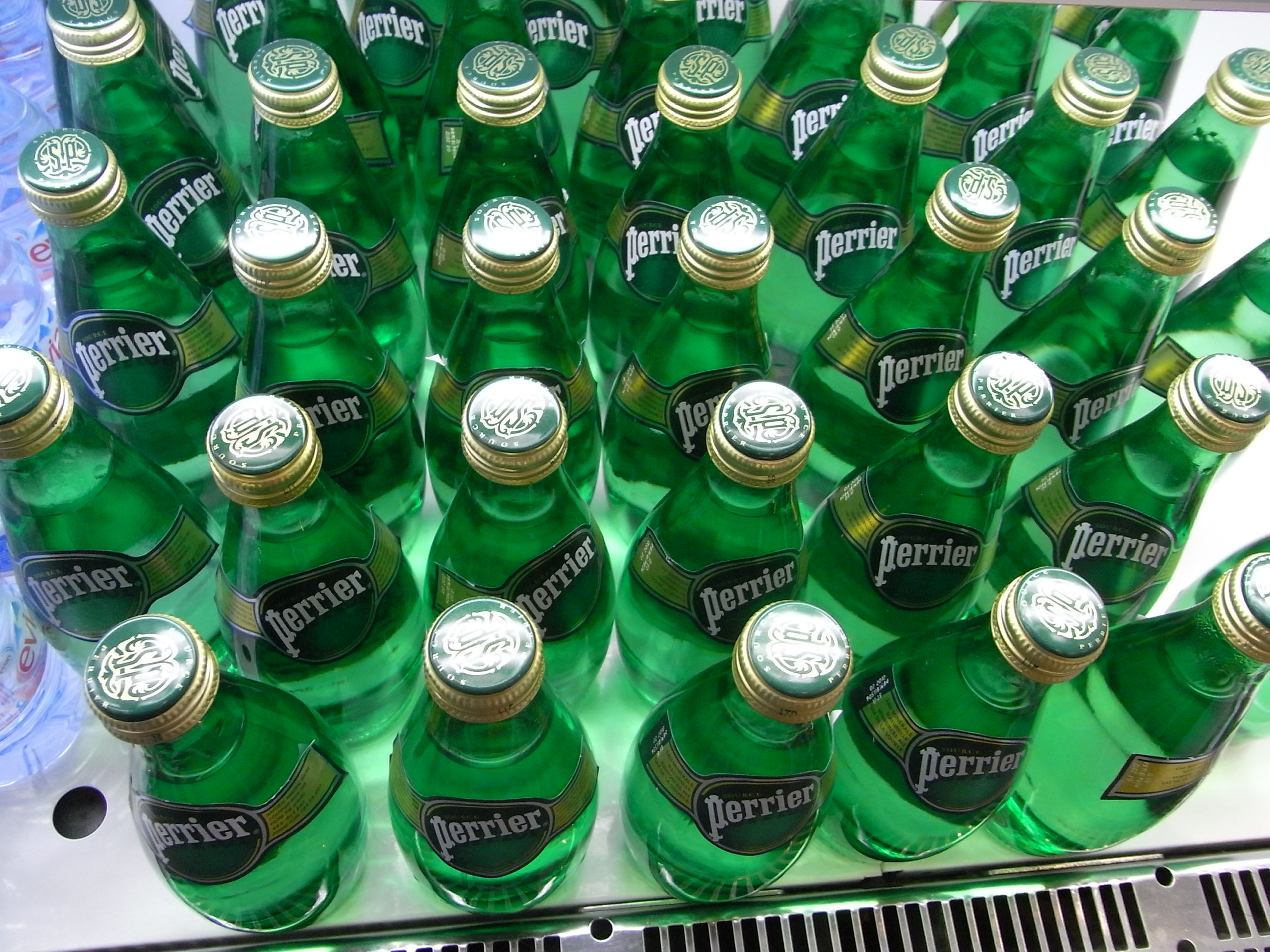
Bouteilles de Perrier

Perrier est une eau minérale gazeuse issue de la source des Bouillens nommée depuis 1903 source Perrier. Sa source se situe à Vergèze dans le Gard à 15 kilomètres de Nîmes. L'eau y jaillissait en surface avec un aspect bouillonnant lié au dégagement de dioxyde de carbone. C'est une eau minérale naturelle qui contient des éléments minéraux (460 mg/l) et du gaz de sa source (7 g/l). Perrier faisait partie du groupe Perrier Vittel SA (qui comprend aussi Vittel, Quézac, San Pellegrino et Contrex). Depuis le rachat de l'entreprise par Nestlé en 1992, la société est devenue Nestlé Waters France.

### Vins
La production de vin est importante, elle comprend des AOC et des IGP (anciens vins de pays)
| AOC et IGP du Gard |  | AOC et IGP du Gard |  | AOC et IGP du Gard |
| AOC et IGP du Gard |  |                    |  |                    |

- Cévennes (IGP)
- Chusclan (côtes-du-rhône villages)
- Clairette de Bellegarde
- Costières-de-nîmes
- Coteaux-du-languedoc
- Coteaux-du-pont-du-gard
- Côtes-du-rhône (AOC)
- Côtes-du-rhône-villages
- Côtes-du-vivarais
- Duché-d'uzès (AOC)
- Gard (IGP)
- Languedoc (AOC)
- Laudun (AOC)
- Lirac (AOC)
- Pic-saint-loup (AOC)
- Sable-de-camargue (ex IGP Sables du golfe du Lion)
- Saint-gervais (côtes-du-rhône villages)
- Signargues (côtes-du-rhône villages)
- Sommières (AOC)
- Tavel (AOC)